# Psyrana ponceleti
Psyrana ponceleti är en insektsart som beskrevs av Willemse, C. 1953. Psyrana ponceleti ingår i släktet Psyrana och familjen vårtbitare. Inga underarter finns listade i Catalogue of Life.